# ممدوح حمزة
ممدوح حمزة (1947م بفارسكور، محافظة دمياط) هو ناشط سياسي ومهندس مصري أشرف علي بناء مكتبة الاِسكندرية وغيرها، شارك في ثورة 25 يناير. التحق بكلية الهندسة بجامعة القاهرة، وحصل على مكافأة التفوق طوال سنوات الدراسة، بالإضافة إلى انتخابه رئيس اتحاد الطلبة عام 1968 وقائد إعتصام طلبة الهندسة، ورئيس الوفد الذي ذهب يتفاوض مع الحكومة 1968 في مجلس النواب المصري، وكان رئيس الوفد الحكومى الذي يتفاوض مع الرئيس المصري الراحل أنور السادات. تخرج في كلية الهندسة عام 1970 بتقدير امتياز، ثم حصل علي درجة الماجستير في ميكانيكا التربة من لندن وماجستير من جامعة ويلز بنفس التخصص، وعمل مدرساً بالمملكة المتحدة في تخصصه عام 1973، وعمل بلندن كخبير ومهندس إستشارى في مجال الهندسة المدنية، وبالأخص هندسة التربة في كبرى المكاتب الاستشارية. عام 1984 عين الدكتور ممدوح حمزة أستاذاً مساعداً بقسم الهندسة المدنية كلية الهندسة جامعة قناة السويس، عام 1992 عين أستاذ الهندسة المدنية، وقام بتدريس مادتى ميكانيكا التربة والأساسات. ومنذ عودته إلى مصر 1980 قام بإنشاء مكتب هندسي إستشارى (حمزة وشركاه)، والذي أصبح من أكبر المكاتب الاستشارية في مصر والشرق الأوسط. شارك ممدوح حمزة في العديد من المشروعات المهمة في مصر وفي مختلف دول العالم من أشهرها مبنى وزارة المالية (الجزائر) ، مكتبة الإسكندرية، العين السخنة، خليج العقبة بالأردن.
كان متزوج من السيدة أميمة حاتم، ولديه ولد «محمد» يعمل بالخارج، وبنت «مي» في المرحلة الجامعية. شارك في الاحتحاجات المصرية لعام 2011 لخلع الرئيس المصري محمد حسنى مبارك، وساعد أيضاً المحتجين في المظاهرات. (انظر التخطيط الإستراتيجى).

## الاعتقال
اعتُقل ممدوح حمزة يوم السبت الموافق لـ 16 يناير/كانون الثاني 2019 وذلك بتهمة نشر «أخبار كاذبة» و«التطاول على رئيس الدولة». بُعيد اعقاله؛ أمرت  النيابة العامة المصرية  بالتحفظ عليهِ لحين ورود تحريات مباحث تكنولوجيا المعلومات في وزارة الداخلية (مصر) . أُخلي سبيله بعد يوم كامل من الاحتجاز وذلك بعدَ دفع كفالة قيمتها 20 ألف جنيه وتوضيح موقفه من التصريحات والفيديوهات المنسوبة له.
قضت الدائرة الأولى إرهاب، المنعقدة بمجمع محاكم طرة، في 26 أكتوبر 2020، غيابيا بالسجن 6 أشهر للمهندس ممدوح حمزة، في اتهامه بالتحريض على العنف ونشر أخبار كاذبة، كما قضت المحكمة بإدراج المتهم على قوائم الإرهاب. ومن بين التهم الموجة لممدوح، «تهمة التحريض على ارتكاب جريمة إرهابية لاستخدام القوة والعنف والإخلال بالنظام العام، وذلك عن طريق النشر عبر حسابه الشخصي بـ» تويتر«، وعرقلة السلطات ومقاومتها أثناء تأدية عملهم».